# Lịch sử hành chính Hà Nội

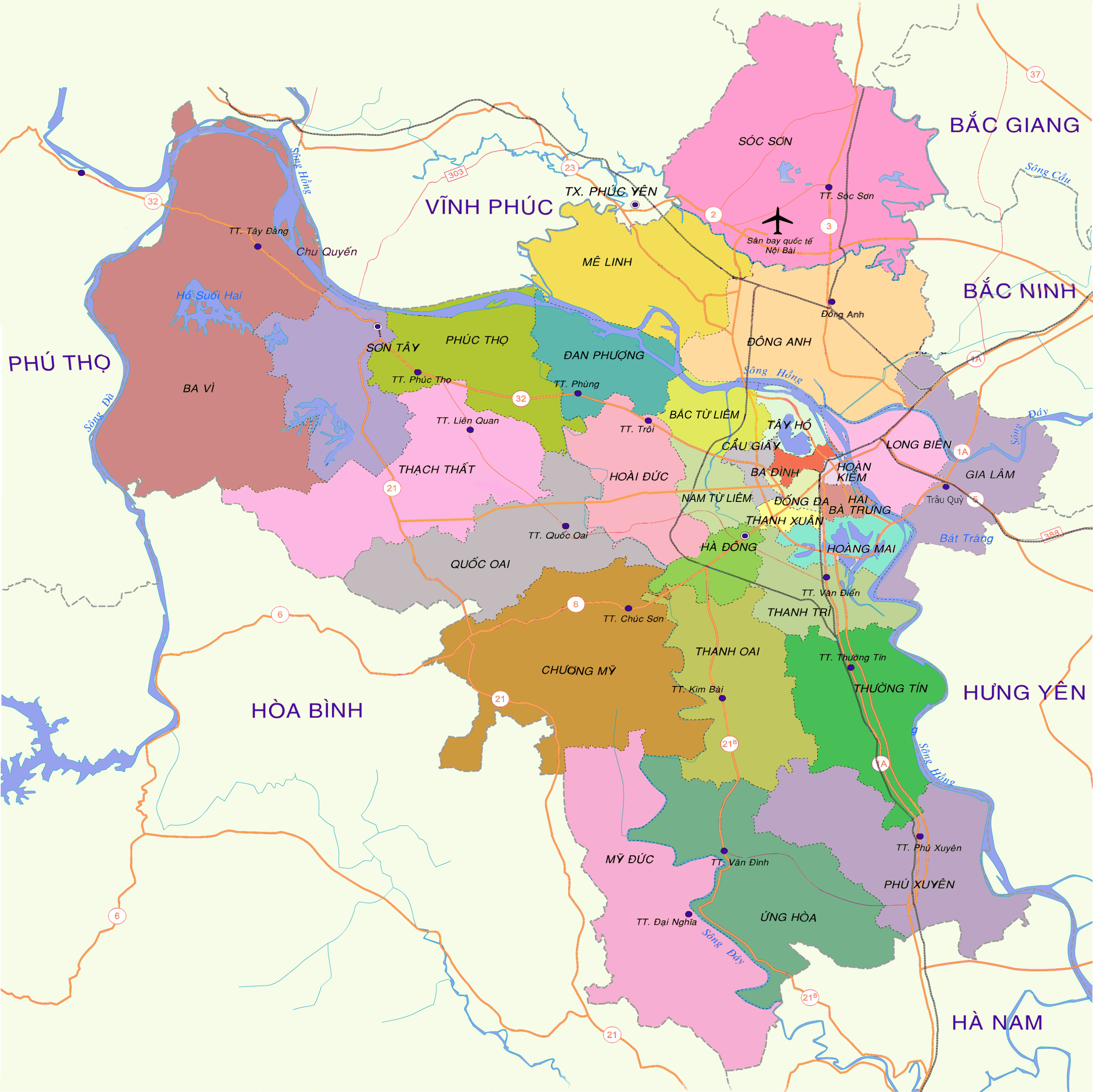
Bản đồ hành chính Hà Nội từ năm 2013 đến năm 2025

Hà Nội là thủ đô, là thành phố trực thuộc trung ương và cũng là một đô thị loại đặc biệt của nước Cộng hòa Xã hội chủ nghĩa Việt Nam. Hà Nội nằm về phía tây bắc của trung tâm vùng đồng bằng sông Hồng, miền Bắc Việt Nam. Phía bắc giáp tỉnh Thái Nguyên, phía nam giáp tỉnh Ninh Bình, phía đông giáp tỉnh Bắc Ninh và tỉnh Hưng Yên, phía tây giáp tỉnh Phú Thọ. Lịch sử hành chính Hà Nội có thể xem mốc khởi đầu từ năm 1831 với cuộc cải cách hành chính của Minh Mạng, chính thức thành lập tỉnh Hà Nội. Vào thời điểm hiện tại (năm 2025), thành phố Hà Nội có 126 đơn vị hành chính cấp xã, gồm 51 phường và 75 xã.

## Thời kỳ tiền Thăng Long
Từ thời cổ đại, vùng đất ven sông Tô Lịch đã là địa bàn sinh sống của các bộ lạc người Việt cổ. Từ thế kỷ III TCN, kế tục nhà nước Văn Lang của vua Hùng, Thục Phán dựng nước Âu Lạc, tự xưng là An Dương Vương và dời đô xuống miền Cổ Loa (huyện Đông Anh ngày nay). Thành Cổ Loa được xây dựng ở vị trí trung tâm của đất nước lúc đó để làm kinh đô nước Âu Lạc của cộng đồng người Việt. Bấy giờ, vùng đất trung tâm Hà Nội ngày nay, chỉ mới là làng Tô Lịch, lấy theo tên con sông chảy từ Bắc xuống Nam thành phố.
Giữa thế kỷ V, vùng đất Hà Nội được đặt thành một huyện mang tên Tống Bình trong thời kỳ Bắc thuộc, ít lâu sau được nâng lên thành quận. Quận Tống Bình gồm ba huyện: huyện Nghĩa Hoài, huyện Tuy Ninh ở Nam sông Hồng (tương ứng phần đất các huyện Từ Liêm, Hoài Đức hiện nay), huyện Xương Quốc ở bờ Bắc sông Hồng (tương ứng phần đất các huyện Đông Anh, Gia Lâm hiện nay). Quận trị là vùng nội đô hiện nay. Năm 545, Lý Bí dựng thành lũy ở cửa sông Tô Lịch để chống quân xâm lược nhà Lương. Thành của Lý Bí lập tại đây chỉ là một thành lũy quân sự, dựng lên tạm thời trong lúc chiến tranh, nhưng lại mở đường cho vùng Hà Nội xưa trở thành một vị trí quan trọng bậc nhất về mọi mặt trong các thời đại về sau.
Sang thế kỷ VII, nước Việt lệ thuộc vào nhà Tùy rồi nhà Đường, Hà Nội xưa trở thành trụ sở An Nam đô hộ phủ cho đến thế kỷ thứ X. Một hệ thống thành quách lớn nhỏ do các viên đô hộ nhà Đường xây dựng, trong đó đáng kể nhất là thành Đại La do Tiết đô sứ Cao Biền xây đắp lại vào năm 866. Năm 938, Ngô Quyền chiến thắng quân Nam Hán trên sông Bạch Đằng, xưng vương và định đô ở Cổ Loa. Cổ Loa sau một ngàn năm lại trở thành kinh đô của nước Việt. Sau này, nhà Đinh và Tiền Lê đóng đô ở Hoa Lư, nhưng vùng Hà Nội xưa vẫn mang tên Đại La Đô và là nơi muôn vật giàu thịnh, đông vui.

## Thời phong kiến

### Thăng Long thời Lý (1009–1225)
Cuối năm 1009, tại Kinh đô Hoa Lư, Ninh Bình, Lý Công Uẩn lên ngôi Vua, sáng lập vương triều Lý (Lý Thái Tổ). Mùa thu năm Canh Tuất 1010, vua quyết định dời đô từ Hoa Lư ra Đại La, đổi tên là Thăng Long. Theo sử sách cũ, Thành Thăng Long được xây dựng thời Lý gồm ba vòng. Vòng trong là Cấm thành dành cho Hoàng tộc. Rồi đến Hoàng thành dành cho quan lại. Vòng ngoài là Kinh thành là khu dân cư, phía đông giáp với sông Hồng, bắc và tây bắc là Hồ Tây, Tô Lịch, vòng xuống phía nam là Kim Ngưu. Hồ Tây thời đó thông với sông Tô Lịch và hồ Lục Thủy (Hoàn Kiếm). Cư dân Thăng Long gồm Hoàng gia, quan lại, sư sãi, nô tì, nông dân, thợ thủ công và thương nhân. Ngoài một số gốc gác Thăng Long, còn hầu hết là từ bốn phương tụ họp lại. Dân số ước khoảng hai, ba vạn người. Các nghề thủ công thời đó đã khá phát triển gồm dệt, nhuộm, gốm sứ, giấy, mỹ nghệ, đúc đồng, nề, mộc.

### Thăng Long thời Trần (năm 1226–1427)
Năm 1230, nhà Trần hoạch định lại các phường làng. Cả Thăng Long vẫn chia làm 61 phường. Phía bắc và phía tây có nhiều phường thủ công nổi tiếng như Yên Hòa, Yên Thái làm giấy, Nghĩa Đô, Nghi Tàm trồng dâu dệt lụa. Phía đông có cảng Giang Khẩu, Đông Bộ Đầu và các phường Cơ Xá, Phục Cổ, Nhai Tuân.
Từ đầu thế kỷ XI đến đầu thế kỷ XV, Kinh thành Thăng Long ngày càng mở rộng, những công trình xây dựng ở Thăng Long ngày càng nhiều, nhân dân tới tụ cư ngày càng đông, mọi mặt sinh hoạt của Thăng Long ngày càng phồn thịnh, sầm uất. Tuy nhiên, trải qua những biến cố lịch sử và đấu tranh chống ngoại xâm, kinh thành Thăng Long cũng đã nhiều lần bị tàn phá.
Năm 1397, Hồ Quý Ly cho xây dựng kinh đô mới ở An Tôn (Vĩnh Lộc, Thanh Hóa) gọi là Tây Đô (nhân dân thường gọi là thành nhà Hồ), bắt vua Trần dời đô vào đó rồi đến năm 1400 phế truất vua Trần, lập ra một vương triều mới Triều Hồ. Hồ Quý Ly đổi quốc hiệu là Đại Ngu. Thăng Long đổi tên thành Đông Đô.

### Đông Kinh thời Lê sơ (1428–1527)
Sau khi chiến thắng quân Minh, ngày ngày 29 tháng 4 năm 1428, Lê Lợi chính thức lên ngôi vua (Lê Thái Tổ) tại Đông Đô, khôi phục tên nước Đại Việt. Năm 1430, đổi tên Đông Đô thành Đông Kinh. Trên cơ sở phát triển của kinh thành Thăng Long từ thế kỷ XI đến đầu thế kỷ XV và dựa vào sức dân, Lê Lợi và các đời vua nối tiếp dần dần khôi phục và xây dựng một kinh thành Thăng Long mới rộng rãi, đẹp đẽ và sầm uất hơn xưa.
Năm 1466, gọi phủ sở tại là phủ Trung Đô, sau đó ít lâu đổi là phủ Phụng Thiên. Thời kỳ này, đứng đầu quản lý kinh thành là chức Phủ Doãn. Kinh thành Thăng Long ở đầu thời Lê vẫn là kinh thành Thăng Long thời Lý-Trần. Những cung điện, đền đài ở trong Hoàng thành bị phá hủy từ trước, nay được nhà Lê cho sửa chữa và xây dựng mới ngày càng nhiều. Năm 1473, vua Lê Thánh Tông cho tu sửa tường Hoàng thành, đắp lại những chỗ vỡ lở. Đầu năm 1477, Vua Lê Thánh Tông cho sửa đắp Thành Đại La cho kiên cố hơn.
Từ năm 1490 đến hết thế kỷ XVI, kinh thành Thăng Long có nhiều thay đổi. Trong thời gian này, tường Hoàng thành cũng như tường Thành Đại La luôn luôn được sửa chữa xây đắp mở rộng thêm. Năm 1490, nhà vua Lê Thánh Tông cho quân lính xây dựng lại Hoàng thành dài rộng thêm 8 dặm nữa. Công việc xây dựng phải 8 tháng mới xong. Trong Hoàng thành, Vua Lê Thánh Tông dựng thêm cung điện và lập vườn Thượng Lâm để nuôi bách thú.
Năm 1514, Lê Tương Dực mở rộng Hoàng thành mấy nghìn trượng (mỗi trượng 3m60) bao bọc cả điện Tường Quang, quán Trấn Vũ (tức đền Quán Thánh) và chùa Kim Cổ Thiên Hoa. Tường Hoàng thành đắp từ phía đông nam đến phía tây bắc, chắn ngang sông Tô Lịch, bên trên sông đắp hoàng thành, bên dưới mở cống xây bằng gạch đá, dùng sắt chắn suốt bề ngang. Theo bản đồ Hồng Đức vẽ năm 1490 thì Hoàng thành thời kỳ này bao gồm cả khu vực Hoàng thành Thăng Long thời Lý-Trần và khu vực tỉnh thành Hà Nội trong thời kỳ nhà Nguyễn sau này. Phía tây Hoàng thành thời kỳ này là phía tây Hoàng thành thời Lý-Trần, giáp sông Tô Lịch và phía đông Hoàng thành ra tới gần bờ sông Hồng. Thời kỳ này, vua Lê Thánh Tông gộp 61 phường thời nhà Trần thành lập 36 phường.

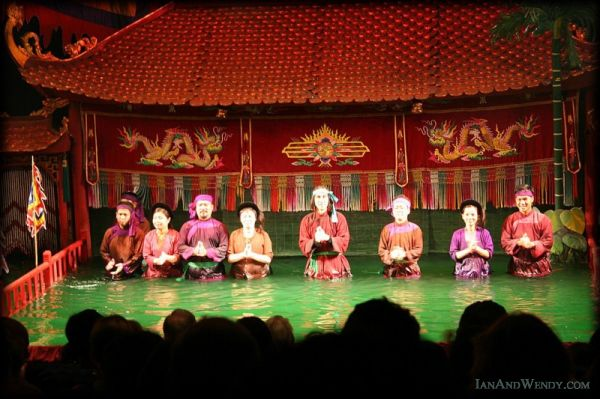
Múa rồi nước Thăng Long

### Thăng Long thời Mạc – Lê Trung Hưng (1527–1786)
Trong thời kỳ này, Đông Kinh trở lại tên gọi Thăng Long và vẫn giữ vị trí là kinh đô. Công việc xây dựng kinh thành chủ yếu nhằm phục vụ nhu cầu chính trị, quân sự. Để tăng cường hệ thống bảo vệ kinh thành, năm 1588, nhà Mạc huy động dân 4 trấn vùng đồng bằng đắp 3 lần lũy đất. Theo bản đồ Hà Nội hiện nay, tòa lũy này bắt đầu từ Nhật Tân, chạy theo bờ Hồ Tây, qua Bưởi, Cầu Giấy theo đường Giảng Võ–La Thành, qua Ô Chợ Dừa, đê Kim Liên, Đại Cồ Việt, Trần Khát Chân tới đê sông Hồng.
Đầu thế kỷ XVII, Thăng Long mang tên Kẻ Chợ đã có thương điếm Hà Lan (1645–1699) và Anh (1633–1697) đặc biệt là thương nhân người Hoa rất đông. Dân cư lúc đó có thể lên tới một triệu người, khoảng 20.000 nóc nhà. Khu vực kinh thành đã hình thành các phố nghề như Hàng Khay, Hàng Bạc, Hàng Trống, Hàng Đào, Bát Đàn, Hàng Đồng.

### Thăng Long – Hà Nội thời Nguyễn (1802–1888)
Dưới thời nhà Nguyễn, kinh thành Thăng Long phải chịu một sự chuyển đổi lớn từ kinh thành 800 năm trước trở thành trấn thành rồi dần dần trở thành tỉnh thành. Gia Long quyết định đóng đô ở Phú Xuân (Huế), không ra Thăng Long, cử Nguyễn Văn Thành làm tổng trấn Bắc Thành và đổi kinh thành Thăng Long làm trấn thành miền Bắc. Khi kinh thành Thăng Long đã chuyển thành trấn thành thì tên Thăng Long cũng cần phải đổi. Nhưng vì tên Thăng Long đã có từ lâu đời, quen dùng trong nhân dân toàn quốc, nên Gia Long thấy không tiện bỏ đi ngay mà vẫn giữ tên Thăng Long, nhưng đổi chữ "Long" là rồng thành chữ "Long" là thịnh, lấy cớ rằng rồng là tượng trưng cho nhà vua, nay vua không ở đây thì không được dùng chữ "Long" là rồng. Hoàng thành Thăng Long cũ, ở thời Gia Long chỉ là lỵ sở của tổng trấn Bắc Thành nên tên "Hoàng thành" cũng không được dùng. Năm 1805, Gia Long hạ lệnh phá bỏ Hoàng thành cũ, vì vua không đóng đô ở Thăng Long nên Hoàng thành Thăng Long lại lớn rộng quá. Từ đấy, thành xây lại ở Thăng Long thời nhà Nguyễn đã nhỏ đi rất nhiều so với Hoàng thành Thăng Long các thời trước.
Thành mới ở Thăng Long được xây dựng theo lệnh của Gia Long cũng làm theo thể thức các tỉnh thành khác và điều chủ yếu là không được to rộng hơn Hoàng thành của nhà Nguyễn ở Huế. Thành hình vuông mỗi bề rộng chừng một cây số. Theo kích thước cũ thì chu vi của thành Thăng Long là 1.285 trượng 6 thước 5 tấc, hoặc 1.958 tầm (mỗi tầm là 8 thước ta cũ). Tường thành xây bằng gạch hộp, chân thành xây phía dưới xây bằng đã xanh, phía trên bằng đá ong. Tường cao 1 trượng 1 thước, dày 4 trượng. Thành mở ra 5 cửa: cửa Đông, cửa Tây, cửa Bắc, cửa Đông Nam và cửa Tây Nam. Đường cửa vào xây vòm xuyên qua tường và dài 23m. Trên mỗi cửa có xây lầu canh gọi là thú lâu. Mỗi thú lâu có một cơ binh thay phiên nhau canh gác ngày đêm. Xung quanh tường thành ở phía ngoài là một dải đất rộng chừng 6–7m, rồi đến một con hào. Hào rộng khoảng 15, 16m, sâu chừng 5m, hào lúc nào cũng có nước, nhưng mực nước trong hào chỉ cao chừng hơn 1m. Phía ngoài các cửa thành có một hàng tường đắp liền bờ hào gọi là Dương Mã Thành, dài 2 trượng, cao 7 thước 5 tấc. Các Dương Mã Thành đều có làm một cửa bên rộng chừng 1 trượng, gọi là Nhân Môn. Đi từ ngoài vào thành, phải qua cửa Nhân Môn rồi mới tới cửa thành. Phía trong thành bố trí như sau: ở giữa là điện Kính Thiên. Những cột gỗ trong điện đều lớn, người ôm không xuể. Thềm điện Kính Thiên có chạm những con rồng đá rất đẹp. Gần điện Kính Thiên có hành cung, để khi vua ra Thăng Long thì ngự tại đây. Từ điện Kính Thiên đi ra cửa Đoan Môn. Phía ngoài Đoan Môn dựng bia ghi công trạng của Gia Long. Phía đông là dinh các quan lại như dinh tổng đốc, tuần phủ, án sát, đề đốc. Phía tây là các kho thóc, kho tiền và dinh bố chính là viên quan phụ trách những kho ấy. Phía bắc, lập một nhà ngục gọi là Tĩnh Bắc Lâu.
Năm 1812, dựng cột cờ ở phía nam gần đình bia. Cột cờ cao 33,4m, hình bát giác, dựng trên tam cấp. Cột cờ và tam cấp đều xây bằng gạch gốm. Tam cấp hình vuông: cấp trên nhất mỗi chiều dài 15m, cấp dưới cùng mỗi chiều dài 42m. Tầng giữa có 4 cửa nhìn ra ngoài, mỗi cửa có đặt một tên riêng. Hiện nay 3 cửa còn mang biển đề tên: cửa đông là cửa Nghênh Húc (đón buổi sáng), cửa nam là cửa Hướng Minh (hướng về ánh sáng), cửa tây là cửa Hồi Quang (trả lại tia sáng). Để leo từ dưới lên ngọn cột cờ, có hai thang xoáy trôn ốc. Trên ngọn cột cờ có biển đề hai chữ "kỳ đài".

### Cuộc cải cách hành chính của Minh Mạng
Năm 1831, trong cuộc cải cách hành chính thống nhất trên toàn quốc, vua Minh Mạng đã cho thành lập tỉnh Hà Nội, gồm 4 phủ, 15 huyện:
- Phủ Hoài Đức: gồm 3 huyện Thọ Xương, Vĩnh Thuận, và Từ Liêm
- Phủ Ứng Hòa: gồm 4 huyện Chương Đức, Hoài An, Sơn Minh và Thanh Oai.
- Phủ Lý Nhân: gồm 5 huyện Bình Lục, Duy Tiên, Kim Bảng, Nam Xương và Thanh Liêm.
- Phủ Thường Tín: gồm 3 huyện Phú Xuyên, Thanh Trì và Thượng Phúc.

Địa bàn tỉnh Hà Nội khi đó gần tương ứng với hầu hết thành phố Hà Nội và toàn bộ tỉnh Hà Nam hiện nay. Riêng khu vực kinh thành cũ gồm hai huyện Thọ Xương và huyện Vĩnh Thuận (tên mới của huyện Quảng Đức) thì từ thời Gia Long không giữ được quy hoạch 36 phường nữa mà bị chia ra thành nhiều phường nhỏ, thôn, trại. Huyện Thọ Xương có 194 phường, thôn; huyện Vĩnh Thuận có 56 phường, thôn. Sau, vua Minh Mạng lại cho gộp lại, huyện Thọ Xương còn 116 phường, thôn; huyện Vĩnh Thuận còn 27 phường, thôn.

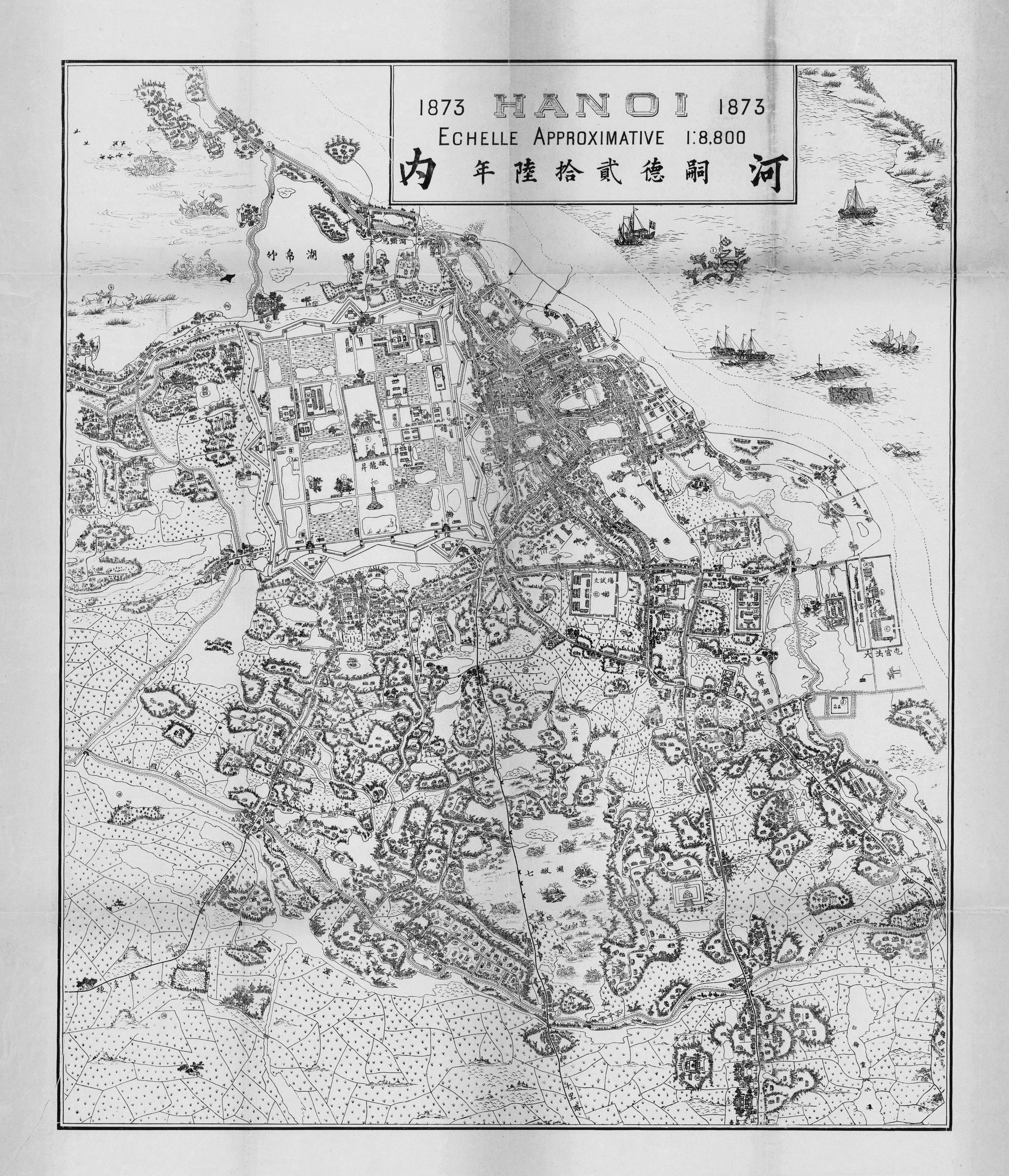
Bản đồ Hà Nội năm 1873

## Thời Pháp thuộc và Nhật thuộc
Từ sau khi chiếm được Hà Nội năm 1883, nhất là từ năm 1888, khi đã lấy Hà Nội làm nhượng địa, thực dân Pháp đã cho phá dỡ nhiều phần của Hà Nội xưa, đồng thời quy hoạch xây dựng một đô thị mới theo kiểu Tây phương.
Ngày ngày 19 tháng 7 năm 1888, Tổng thống Pháp đã ký sắc lệnh thành lập thành phố Hà Nội trước khi có sự công nhận của triều đình Huế.

Ngày 1 tháng 10 năm 1888, Triều đình Đồng Khánh ký chỉ dụ cắt Hà Nội dâng cho Thực dân Pháp làm nhượng địa. Đến ngày 3 tháng 10, Toàn quyền Richaud chính thức đưa Hà Nội trở thành một thành phố theo chế độ nhượng địa. Thành phố Hà Nội lúc này chỉ gồm các khu phố nội thành được chia thành 63 phường có diện tích 3 km² với số dân khoảng 270.000 người. Ranh giới Hà Nội lúc bấy giờ được bắt đầu từ Hồ Tây đi theo hướng Bắc – Nam dọc đường Bưởi đến Cầu Giấy lại chuyển theo hướng Đông – Đông Nam dọc đê La Thành rồi kéo thẳng qua phố Khâm Thiên, đến khu vực Hồ Thiền Quang lại quay về hướng Nam – Đông Nam cho đến làng Lương Yên (nay là phường Thanh Lương, quận Hai Bà Trưng).

Bản đồ Hà Nội năm 1891.

Năm 1889, thành lập ngoại thành Hà Nội, gồm một số xã của các huyện Vĩnh Thuận, Thọ Xương, Từ Liêm, Thanh Trì.
Năm 1904, nội thành Hà Nội được chia thành 8 quận (arrondissement).
Năm 1915, Ngoại thành Hà Nội đổi thành Huyện Hoàn Long trực thuộc tỉnh Hà Đông.
Năm 1942, Pháp sáp nhập một phần huyện Thanh Trì của tỉnh Hà Đông vào Hà Nội, thành lập Đại lý đặc biệt Hà Nội gồm huyện Hoàn Long và 22 xã thuộc phủ Hoài Đức, được chia thành 8 tổng, 60 xã.

## Giai đoạn 1945 - 1954

### Về phíaViệt Nam Dân chủ Cộng hòa
Sau khi Cách mạng Tháng Tám 1945 thành công, Hà Nội khi đó gồm 5 khu nội thành và 120 xã ngoại thành.
Ngày 21 tháng 12 năm 1945, Chủ tịch Hồ Chí Minh ký Sắc lệnh số 77 về việc thành lập thành phố trực thuộc Trung ương, hoặc kỳ, thị xã thuộc kỳ hoặc tỉnh. Theo đó, Hà Nội trở thành thành phố trực thuộc Trung ương, gồm 17 khu nội thành và 5 khu hành chính ngoại thành.
Ngày 14 tháng 5 năm 1946, Bộ trưởng Bộ Nội vụ duyệt y chia thành phố Hà Nội ra làm 17 khu, mỗi khu có tên riêng: Khu Trúc Bạch, khu Đồng Xuân, khu Thăng Long, khu Đông Thành, khu Đông Kinh Nghĩa Thục, khu Hoàn Kiếm, khu Văn Miếu, khu Quán Sứ, khu Đại Học, khu Bảy Mẫu, khu Chợ Hôm, khu Lò Đúc, khu Hồng Hà, khu Long Biên, khu Đồng Nhân, khu Vạn Thái và khu Bạch Mai.
Ngày 26 tháng 5 năm 1946, Bộ trưởng Bộ Nội vụ duyệt y chia ngoại thành Hà Nội ra làm 5 khu, mỗi khu có tên riêng: Khu Lãng Bạc gồm 23 làng, khu Đại La gồm 31 làng, khu Đống Đa gồm 28 làng, khu Đề Thám gồm 13 làng, và khu Mê Linh gồm 11 làng.
Ngày 9 tháng 11 năm 1946, tại kỳ họp thứ 2, Quốc hội khóa I đã thông qua Hiến pháp nước Việt Nam Dân chủ Cộng hòa năm 1946. Theo đó, thành phố Hà Nội là Thủ đô nước Việt Nam Dân chủ Cộng hòa. Theo Hiến pháp Việt Nam Dân chủ Cộng hòa 1946, hệ thống phân cấp hành chính gồm có bộ (Bắc Bộ, Trung Bộ, Nam Bộ), tỉnh, huyện và xã.
Ngay sau khi Kháng chiến chống Pháp bùng nổ ngày 19 tháng 12 năm 1946, vào ngày 20 tháng 12 năm 1946, chính phủ ban hành Sắc lệnh số 1, đổi cấp bộ thành cấp khu. Cả nước chia thành 12 khu hành chính, trong đó Hà Nội là khu XI.
Tháng 5 năm 1947, khu XI được mở rộng thêm, gồm cả các tỉnh Hà Đông và Sơn Tây.
Tháng 9 năm 1947, bốn huyện: Hoài Đức, Đan Phượng, Thanh Oai và Thanh Trì của tỉnh Hà Đông được sáp nhập vào Hà Nội. Khu vực nội thành được chia thành 3 quận: quận IV gồm hai khu Đại La và Lãng Bạc; quận V là khu Đống Đa; quận VI gồm hai khu cũ Đề Thám và Mê Linh và 4 huyện là Hoài Đức, Đan Phượng, Thanh Oai và Thanh Trì (của Hà Đông mới cắt sang). Sau đó Hà Nội lại được tổ chức thành 3 liên quận huyện: Liên quận huyện I gồm quận IV, Đan Phượng và Hoài Đức; Liên quận huyện II gồm quận V và Thanh Oai; Liên quận huyện III gồm quận VI và Thanh Trì.
Đầu năm 1948, các quận IV, V, VI được tách ra như cũ và sáp nhập 4 phủ huyện thành 2 liên huyện: Liên huyện Bắc (thường gọi là huyện Liên Bắc) gồm Đan Phượng, Hoài Đức; Liên huyện Nam (thường gọi là huyện Liên Nam) gồm Thanh Oai, Thanh Trì. Sau đó, 7 khu ở Bắc Bộ được sắp xếp lại thành 3 liên khu.
Tháng 5 năm 1948, Hà Nội sáp nhập với Hà Đông thành tỉnh Lưỡng Hà thuộc Liên khu III. Sau khi sáp nhập, Liên khu III cắt hai huyện Liên Bắc và Liên Nam trả về cho Hà Đông, Hà Nội chỉ còn nội thành và 2 huyện ngoại thành.
Tháng 9 năm 1948, 3 quận, huyện của Hà Nội được tổ chức thành 2 huyện: Trấn Tây và Trấn Nam.
Ngày 1 tháng 10 năm 1948, Trung ương Đảng ra chỉ thị tách Hà Nội ra khỏi Lưỡng Hà.
Ngày 13 tháng 6 năm 1949, Nghị quyết số 142-NQ/KC-Hà Nội của Ủy ban Kháng chiến Hành chính Hà Nội chia nội thành Hà Nội làm 2 quận, lấy tên là Quận 1, Quận 2 và chia ngoại thành Hà Nội làm 3 quận, lấy tên là Quận 4, Quận 5, Quận 6. Nội thành Hà Nội lấy đường Kim Mã, Nguyễn Thái Học, Tràng Thi, Tràng Tiền ra tới bờ sông Đại Hà làm giới hạn, trong đó, Quận 1 gồm 9 khu phố và 7 làng, Quận 2 gồm 8 khu phố và 21 làng. Ngoại thành Hà Nội gồm Quận 4 gồm 46 làng, Quận 5 gồm 27 làng và Quận 6 gồm 40 làng. 
Ngày 18 tháng 9 năm 1950, Chính phủ ra Nghị định số 46-TTg hợp nhất các quận Hà Nội thành hai quận nội thành và ngoại thành. Theo đó, hai quận 1 và 2 nội thành hợp nhất thành quận Nội thành Hà Nội, ba quận 4, 5 và 6 ngoại thành Hà Nội hợp nhất thành quận Ngoại thành Hà Nội.

### Về phíaQuốc gia Việt Nam
Trong thực tế, chính quyền Quốc gia Việt Nam mới là chủ thể kiểm soát Hà Nội khi ấy, sở dĩ vì họ được Pháp hậu thuẫn. Về cơ bản, họ vẫn giữ địa giới thành phố như thời thuộc Pháp, ngoài ra thành lập quận Văn Điển trên cơ sở sáp nhập hai huyện Thanh Oai và Thanh Trì.

## Giai đoạn 1954 - 1975

### Thành phốHà Nội- Thủ đô nướcViệt Nam Dân chủ Cộng hòa
Ngày 10 tháng 10 năm 1954, thủ đô Hà Nội được hoàn toàn giải phóng.
Ngày 4 tháng 11 năm 1954, Hà Nội chính thức thành lập ủy ban hành chính các quận, khi đó Hà Nội có 4 quận nội thành với 34 khu phố và 4 quận ngoại thành với 46 xã, với diện tích toàn thành phố khoảng 130 km², dân số khoảng 380.000 người.
Ngày 13 tháng 12 năm 1954, Phó Thủ tướng Phạm Văn Đồng ký Nghị định số 420-TTg sáp nhập khu vực phố Gia Lâm – gồm có phố Gia Lâm, khu nhà ga xe lửa Gia Lâm, sân bay Gia Lâm và 6 xã: Bồ Đề, Gia Thụy, Việt Hưng, Long Biên, Ngọc Thụy, Thượng Thanh – của tỉnh Bắc Ninh vào Hà Nội.
Ngày 4 tháng 1 năm 1955, Phó Thủ tướng Phạm Văn Đồng ký Nghị định số 436-TTg giải tán quận Văn Điển mà đối phương đã lập ra trong thời gian Hà Nội bị tạm chiếm, 23 thôn trong quận Văn Điển thuộc ngoại thành Hà Nội.
Ngày 21 tháng 11 năm 1957, thành phố Hà Nội gồm 4 quận nội thành với 34 khu phố và 4 huyện ngoại thành với 45 xã. Trong đó, quận 1 có 9 khu phố (đánh số thứ tự từ 17 đến 25); quận 2 có 9 khu phố (9-16 và 34); quận 3 có 8 khu phố (đánh số thứ tự từ 1 đến 8); quận 4 có 8 khu phố (đánh số thứ tự từ 26 đến 33); quận 5 có 13 xã: Cổ Nhuế, Đông Thái, Đức Thắng, Nhật Tân, Phú Thượng, Quảng An, Tàm Xá, Tân Lập, Thái Đô, Thụy Phương, Tứ Liên, Xuân Đỉnh, Xuân La; quận 6 có 12 xã: Dịch Vọng, Hòa Bình, Mai Dịch, Mễ Trì, Ngọc Hà, Nhân Chính, Phúc Lệ, Thái Thịnh, Thống Nhất, Trung Hòa, Trung Thành, Yên Hòa; quận 7 có 14 xã: Đại Kim, Định Công, Đoàn Kết, Hoàng Văn Thụ, Lĩnh Nam, Phương Liên, Quỳnh Mai, Tam Khương, Thanh Hương, Thanh Lương, Thanh Trì, Trần Phú, Vĩnh Tuy, Yên Sở; và quận 8 có phố Gia Lâm và 6 xã: Hồng Tiến, Long Biên, Ngọc Thụy, Thượng Thanh, Tiến Bộ, Việt Hưng.
Năm 1958, 4 quận nội thành bị xoá bỏ và thay thế bằng 12 khu phố, trong đó chia quận 1 thành 3 khu phố: Hai Bà Trưng, Hàng Cỏ và Hoàn Kiếm; chia quận 2 thành 3 khu phố: Cửa Đông, Hàng Bông và Hàng Đào; chia quận 3 thành 3 khu phố: Ba Đình, Trúc Bạch và Văn Miếu; và chia quận 4 thành 3 khu phố: Bạch Mai, Bảy Mẫu và Ô Chợ Dừa.
Năm 1959, 8 khu phố khu nội thành được sắp xếp lại và Hà Nội có thêm 4 huyện ngoại thành, trong đó, sáp nhập khu phố Bảy Mẫu vào khu phố Hai Bà Trưng, hợp nhất 3 khu phố Cửa Đông, Hàng Bông và Hàng Đào thành khu phố Đồng Xuân, và hợp nhất 2 khu phố Văn Miếu và Ô Chợ Dừa thành khu phố Đống Đa.
Ngày 20 tháng 4 năm 1961, Quốc hội quyết định mở rộng địa giới Hà Nội, sáp nhập thêm một số xã của các tỉnh. Toàn thành phố có diện tích 586 km², dân số 913.428 người. Các khu vực được sáp nhập bao gồm
- 10 xã Thanh Liệt, Hoàng Liệt, Tam Hiệp, Tứ Hiệp, Ngũ Hiệp, Yên Mỹ, Duyên Hà, Đại Hưng, Đông Mỹ, Vạn Phúc, thị trấn Văn Điển của huyện Thanh Trì; 5 xã Tân Dân, Tân Tiến, Trung Kiên, Trần Phú, Minh Khai của huyện Đan Phượng; 3 xã Hữu Hưng, Cương Kiên, Xuân Phương, thôn Miêu Nha thuộc xã Vân Canh và thôn Tu Hoàng thuộc xã Di Trạch của huyện Hoài Đức; thôn Ngọc Trục thuộc xã Vạn Phúc của thị xã Hà Đông, tỉnh Hà Đông
- Toàn bộ huyện Gia Lâm gồm 15 xã Giang Biên, Phúc Lợi, Trung Thành, Quyết Tiến, Quyết Chiến, Quyết Thắng, Toàn Thắng, Thạch Bàn, Quang Trung, Cự Khối, Thừa Thiên, Đại Hưng, Tân Hưng, Quang Minh, Kim Lan; thị trấn Yên Viên và 10 xã Liên Hà, Vân Hà, Dục Tú, Quang Trung, Tiền Phong, Đông Hội, Mai Lâm, Đình Xuyên, Dương Hà, Ninh Hiệp của huyện Từ Sơn; 2 xã Phù Đổng, Trung Hưng của huyện Tiên Du; 2 xã Chiến Thắng, Đức Thắng của huyện Thuận Thành, tỉnh Bắc Ninh
- Toàn bộ huyện Đông Anh gồm 16 xã Bắc Hồng, Phúc Thịnh, Tự Do, Tiến Bộ, Nam Hồng, Thành Công, Liên Hiệp, Toàn Thắng, Hùng Sơn, Việt Hùng, Dân Chủ, Việt Thắng, Anh Dũng, Tân Tiến, Vạn Thắng, Quyết Tâm; và xã Kim Chung thuộc huyện Yên Lãng, tỉnh Vĩnh Phúc
- Xã Văn Đức của huyện Văn Giang, tỉnh Hưng Yên

Ngày 31 tháng 5 năm 1961, bốn khu phố nội thành Hoàn Kiếm, Hai Bà Trưng, Ba Đình, Đống Đa và 4 huyện ngoại thành Đông Anh, Gia Lâm, Thanh Trì, Từ Liêm được thành lập. Trong đó, huyện Đông Anh có 23 xã, huyện Gia Lâm có 2 thị trấn (Gia Lâm, Yên Viên) và 31 xã, huyện Thanh Trì có 1 thị trấn (Văn Điển) và 21 xã, và huyện Từ Liêm có 26 xã.
Ngày 19 tháng 2 năm 1964, chia xã Hữu Hưng của huyện Từ Liêm thành 2 xã mới là Tây Mỗ và Đại Mỗ, đồng thời sáp nhập thôn Hòa Bình thuộc xã Mai Lâm, huyện Đông Anh vào xã Thượng Thanh của huyện Gia Lâm. Huyện Từ Liêm sau đó có 27 xã.
Tháng 11 năm 1964, đổi tên một số xã thuộc các huyện Gia Lâm, Từ Liêm. Ở huyện Gia Lâm, xã Hồng Tiến đổi tên là xã Bồ Đề, xã Tiến Bộ đổi tên là xã Gia Thụy. Ở huyện Từ Liêm, xã Tân Dân đổi tên là xã Thượng Cát, xã Tân Tiến đổi tên là xã Liên Mạc, xã Đức Thắng đổi tên là xã Đông Ngạc, xã Trung Kiên đổi tên là xã Tây Tựu, xã Trần Phú đổi tên là xã Phú Diễn, và xã Trung Thành đổi tên là xã Yên Lãng.
Ngày 27 tháng 1 năm 1965, sáp nhập thôn Thanh Am thuộc xã Thượng Thanh vào thị trấn Yên Viên, huyện Gia Lâm.
Tháng 11 năm 1965, đổi tên một số xã thuộc các huyện Đông Anh, Gia Lâm, Thanh Trì, Từ Liêm:
- Huyện Đông Anh: xã Phúc Thịnh đổi tên là xã Nguyên Khê, xã Tự Do đổi tên là xã Xuân Nộn, xã Tiến Bộ đổi tên là xã Thụy Lâm, xã Thành Công đổi tên là xã Kim Nỗ, xã Liên Hiệp đổi tên là xã Vân Nội, xã Toàn Thắng đổi tên là xã Tiên Dương, xã Hùng Sơn đổi tên là xã Uy Nỗ, xã Dân Chủ đổi tên là xã Đại Mạch, xã Việt Thắng đổi tên là xã Võng La, xã Anh Dũng đổi tên là xã Hải Bối, xã Tân Tiến đổi tên là xã Vĩnh Ngọc, xã Vạn Thắng đổi tên là xã Xuân Canh, xã Quyết Tâm đổi tên là xã Cổ Loa.
- Huyện Gia Lâm: xã Quang Trung II đổi tên là xã Yên Thường, xã Tiền Phong đổi tên là xã Yên Viên, xã Trung Hưng đổi tên là xã Trung Màu, xã Phúc Lợi đổi tên là xã Hội Xá, xã Trung Thành đổi tên là xã Cổ Bi, xã Quyết Tiến đổi tên là xã Đặng Xá, xã Quyết Chiến đổi tên là xã Phú Thị, xã Quyết Thắng đổi tên là xã Kim Sơn, xã Toàn Thắng đổi tên là xã Lệ Chi, xã Quang Trung I đổi tên là xã Trâu Quỳ, xã Đức Thắng đổi tên là xã Dương Xá, xã Chiến Thắng đổi tên là xã Dương Quang, xã Thừa Thiên đổi tên là xã Đông Dư, xã Đại Hưng đổi tên là xã Đa Tốn, xã Tân Hưng đổi tên là xã Kiêu Kỵ, xã Quang Minh đổi tên là xã Bát Tràng.
- Huyện Thanh Trì: xã Đoàn Kết đổi tên thành xã Thịnh Liệt.
- Huyện Từ Liêm: xã Hòa Bình đổi tên thành xã Mỹ Đình, xã Cương Kiên đổi tên thành xã Trung Văn.

Năm 1968, xã Đại Hưng thuộc huyện Thanh Trì đổi tên là xã Vĩnh Quỳnh.
Ngày 9 tháng 8 năm 1973, cắt 2 thôn Giáp Bát, Giáp Lục của xã Thịnh Liệt, thôn Tương Mai và một phần đất thôn Mai Động (sáp nhập vào tiểu khu Minh Khai) thuộc xã Hoàng Văn Thụ, huyện Thanh Trì về khu phố Hai Bà Trưng; cắt xã Yên Lãng thuộc huyện Từ Liêm đưa về trực thuộc khu phố Đống Đa. Huyện Từ Liêm có 26 xã.
Ngày 31 tháng 8 năm 1974, chia các khu phố thuộc thành phố Hà Nội ra nhiều khu vực nhỏ gọi là tiểu khu. Ở mỗi tiểu khu thành lập một cơ quan đại diện ủy ban hành chính khu phố, gọi là Ban đại diện tiểu khu. Nội thành gồm khu phố Hoàn Kiếm có 46 tiểu khu, khu phố Ba Đình có 34 tiểu khu, khu phố Đống Đa có 48 tiểu khu, khu phố Hai Bà Trưng có 51 tiểu khu. Ngoại thành gồm 4 huyện Thanh Trì, Từ Liêm, Gia Lâm, Đông Anh, với 102 xã và 3 thị trấn.

### TỉnhHà Đông- TỉnhSơn Tây- TỉnhHà Tây
Tỉnh Hà Tây được thành lập vào ngày 21 tháng 4 năm 1965 theo Quyết định số 103-NQ-TVQH của Ủy ban thường vụ Quốc hội trên cơ sở sáp nhập hai tỉnh Sơn Tây và Hà Đông. Tỉnh Sơn Tây được vua Minh Mạng cho thành lập vào năm 1831, cùng thời điểm thành lập tỉnh Hà Nội; còn tỉnh Hà Đông được thành lập vào năm 1904 trên cơ sở đổi tên từ tỉnh Cầu Đơ, vốn là phần đất đai còn lại của tỉnh Hà Nội sau khi thành phố Hà Nội trở thành nhượng địa của thực dân Pháp. Khi hợp nhất, tỉnh Hà Tây gồm 2 thị xã: Hà Đông (tỉnh lỵ), Sơn Tây và 14 huyện: Bất Bạt, Chương Mỹ, Đan Phượng, Hoài Đức, Mỹ Đức, Phú Xuyên, Phúc Thọ, Quảng Oai, Quốc Oai, Thạch Thất, Thanh Oai, Thường Tín, Tùng Thiện, Ứng Hòa.
Ngày 26 tháng 7 năm 1968, hợp nhất ba huyện Bất Bạt, Quảng Oai và Tùng Thiện thành một huyện lấy tên là huyện Ba Vì.
Ngày 15 tháng 9 năm 1969, sáp nhập xã Kiến Hưng thuộc huyện Thanh Oai và xã Văn Khê thuộc huyện Hoài Đức vào thị xã Hà Đông.
Ngày 16 tháng 10 năm 1972, sáp nhập xã Trung Hưng và thôn Yên Thịnh II thuộc xã Đường Lâm, huyện Ba Vì vào thị xã Sơn Tây.